# NGC 580
NGC 580 je galaksija u zviježđu Kit.

## Vanjske poveznice
- SEDS: NGC 0580